# Polkowice
Polkowice (en allemand : Polkwitz) est une ville de Pologne, située dans la voïvodie de Basse-Silésie. Elle est le siège du powiat de Polkowice et de la commune (gmina) de Polkowice.

## Histoire
De 1742 à 1945, Polkwitz fait partie de l'arrondissement de Glogau dans le district de Liegnitz au sein de la province de Silésie.

## Personnalités liées à la ville
- Hermann von Wilczeck (1836-1901), général né à Polkowice.